# Ариас Мадрид, Арнульфо
Арнульфо Ариас Мадрид (исп. Arnulfo Arias Madrid; 15 августа 1901 — 10 августа 1988) — панамский политик, врач, писатель и президент Панамы в 1940—1941, 1949—1951 годах и в течение 10 дней в октябре 1968 года (также побеждал на выборах 1983 года, но их результаты были сфальсифицированы его оппонентами). Он был известен как президент, который ни разу не исполнял своих обязанностей весь свой срок полномочий в связи с военными переворотами, направленными против него.

## Биография
Родился в Пенономе, главном городе панамской провинции Кокле. Сначала учился в церковной школе в родном городе, затем уехал в США, где поступил в Гарвардский университет изучать медицину и хирургию; специализировался на психиатрии, акушерстве и эндокринологии. В 1925 году вернулся в Панаму и стал лидером националистически настроенной Патриотической партии, выступавшей против фактической зависимости Панамы от США. В 1931 году участвовал в военном перевороте, в результате которого был свергнут либеральный президент Аросемена, а в следующем году помог своему брату Армодио стать президентом страны и впоследствии работал в его кабинете и на дипломатических должностях.
В 1940 году победил на президентских выборах, получив огромное число голосов, будучи кандидатом от Национал-революционной партии. Почти сразу же по вступлении (январь 1941 года) в должность принял новую конституцию страны, которая, в частности, предоставляла женщинам право голоса на выборах. Одновременно с этим его правление характеризовалось массовыми репрессиями и заключениями в тюрьмы инакомыслящих, лишение гражданских прав панамцев, не говоривших по-испански, и открытое выражение поддержки держав Оси во Второй мировой войне. Он был свергнут в результате государственного переворота, организованного при участии американских агентов, в октябре 1941 года.
В 1948 году вновь баллотировался на пост президента и проиграл, но спустя год Национальное собрание неожиданно объявило, что на самом деле он был победителем, и передало ему власть. Ариас сразу же приостановил действие конституции и создал тайную полицию. В Панаме начался очередной расцвет коррупции, и в 1951 году он снова был свергнут. В 1964 году Ариас снова баллотировался на пост президента и проиграл, а в 1968 году, будучи кандидатом от Пятисторонней коалиции, победил на них. Вступив в должность в октябре, он попытался взять полный контроль над парламентом, верховным судом и провести реструктуризацию командования национальной гвардией. Его последнее пребывание на посту президента длилось лишь 11 дней. 11 октября 1968 года президент Арнульфо Ариас Мадрид и его правительство были свергнуты, после чего он бежал в зону Панамского канала, сдавшись американцам.
Некоторое время жил в Майами, Флорида, но в 1978 году правительство Панамы после некоторой либерализации общественной жизни по гуманным соображениям разрешило ему вернуться. В 1984 году, хотя ему было уже 83 года, Арриас снова выдвинул свою кандидатуру на президентских выборах; независимые наблюдатели подсчитали, что на самом деле он должен был победить, но результаты выборов были подтасованы. Поскольку к власти пришёл его противник Барлетта, ставленник диктатора Мануэля Норьеги, Ариас был вынужден вновь бежать в Майами, где и прожил до конца жизни.
В 1964 женился на Мирейе Элисе Москосо Родригес (р.1946), в 1999 году избранной президентом Панамы.